# Lungbergska huset

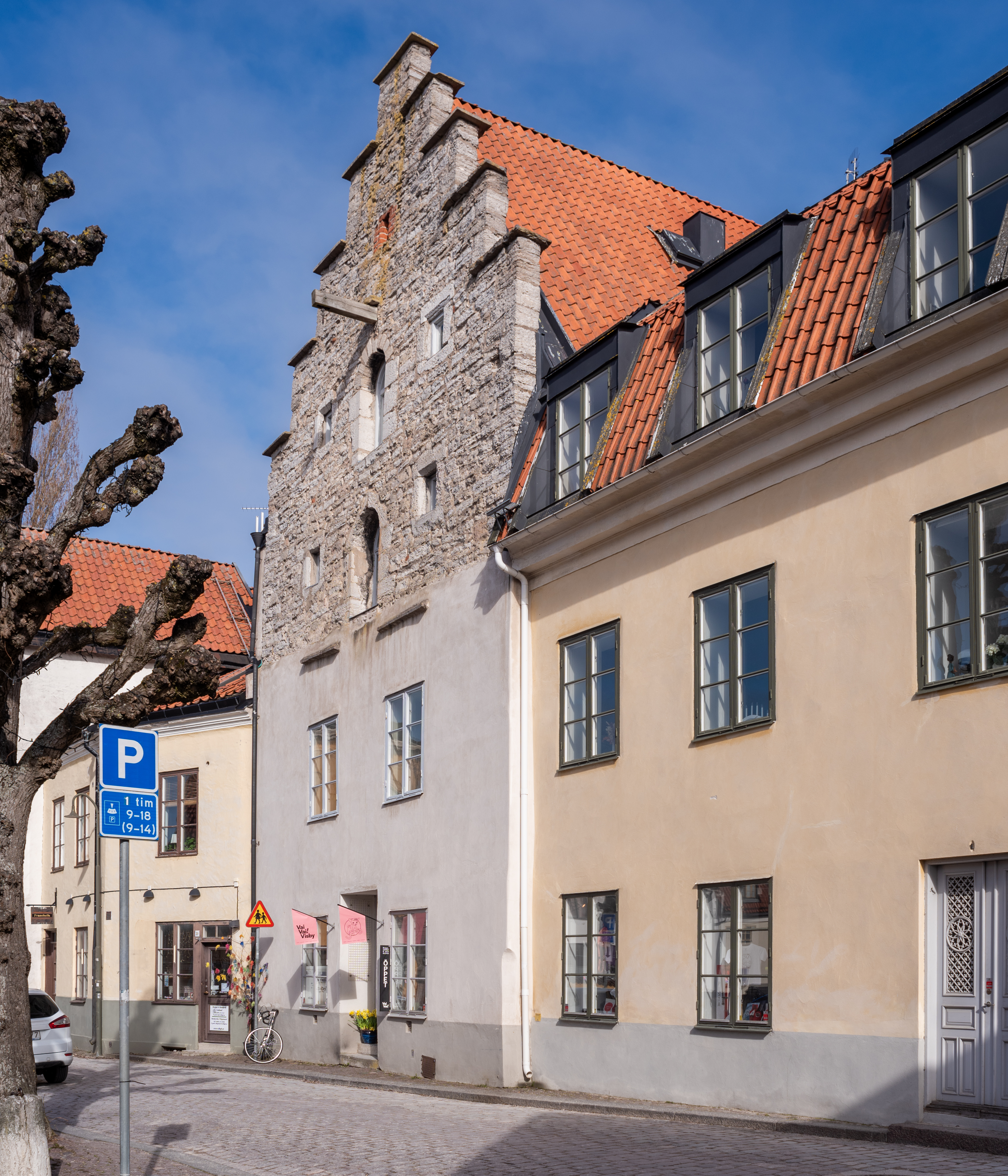
Byggnadens fasad mot Sankt Hansgatan.

Lungbergska huset (Sankt Hansgatan 28) är en medeltida byggnad i Visby.
Lungbergska huset är ett mindre packhus, med sitt medeltida murverk bevarat i full höjd med trappgavel i väster. Huset är inte dendrokronologiskt daterat, men är sannolikt byggt på 1200-talet. Det består av en källare samt fyra våningar ovan mark. I de övre magasinsvåningarna är lastportar och ljusöppningar bevarade.

## Bilder

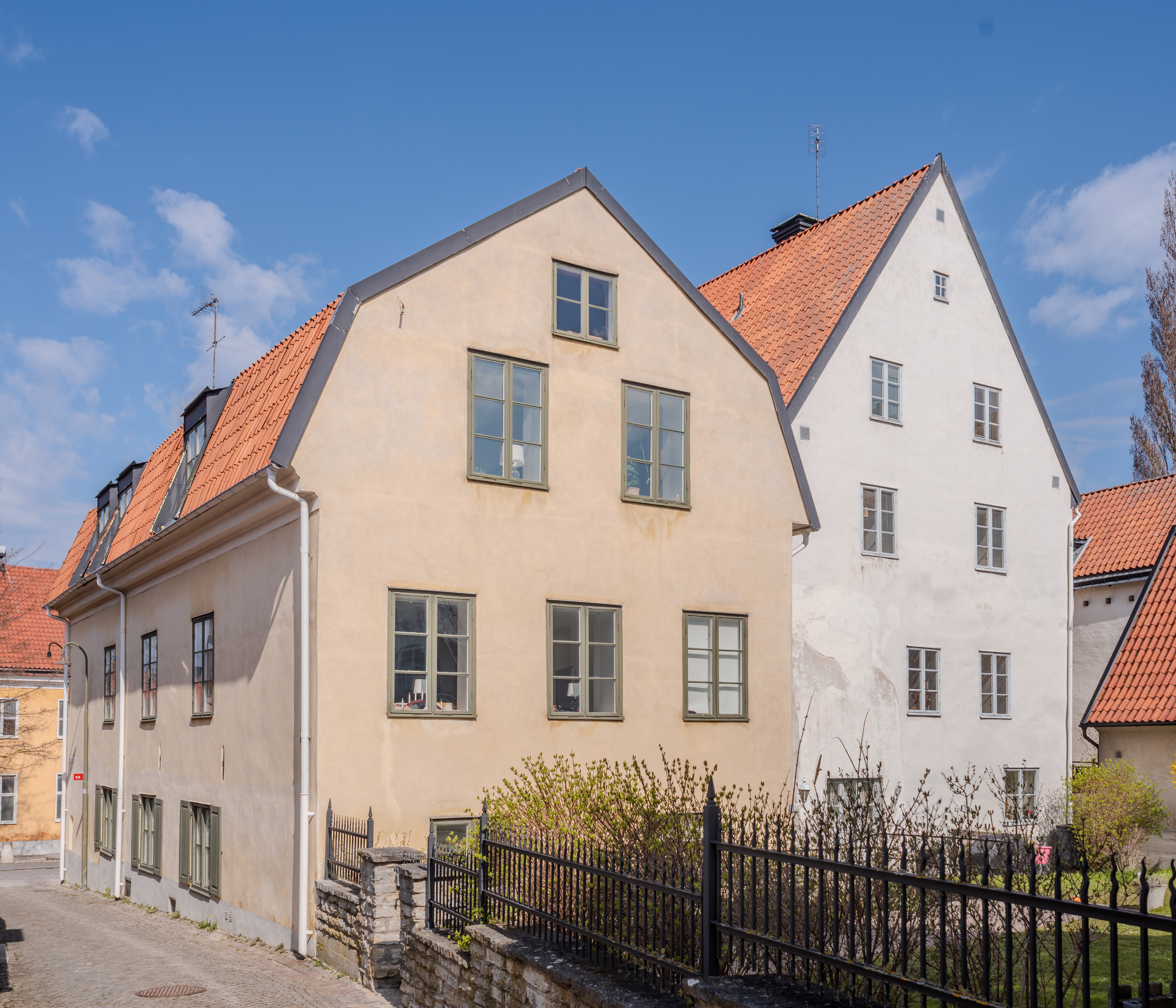
Fasader mot gården.
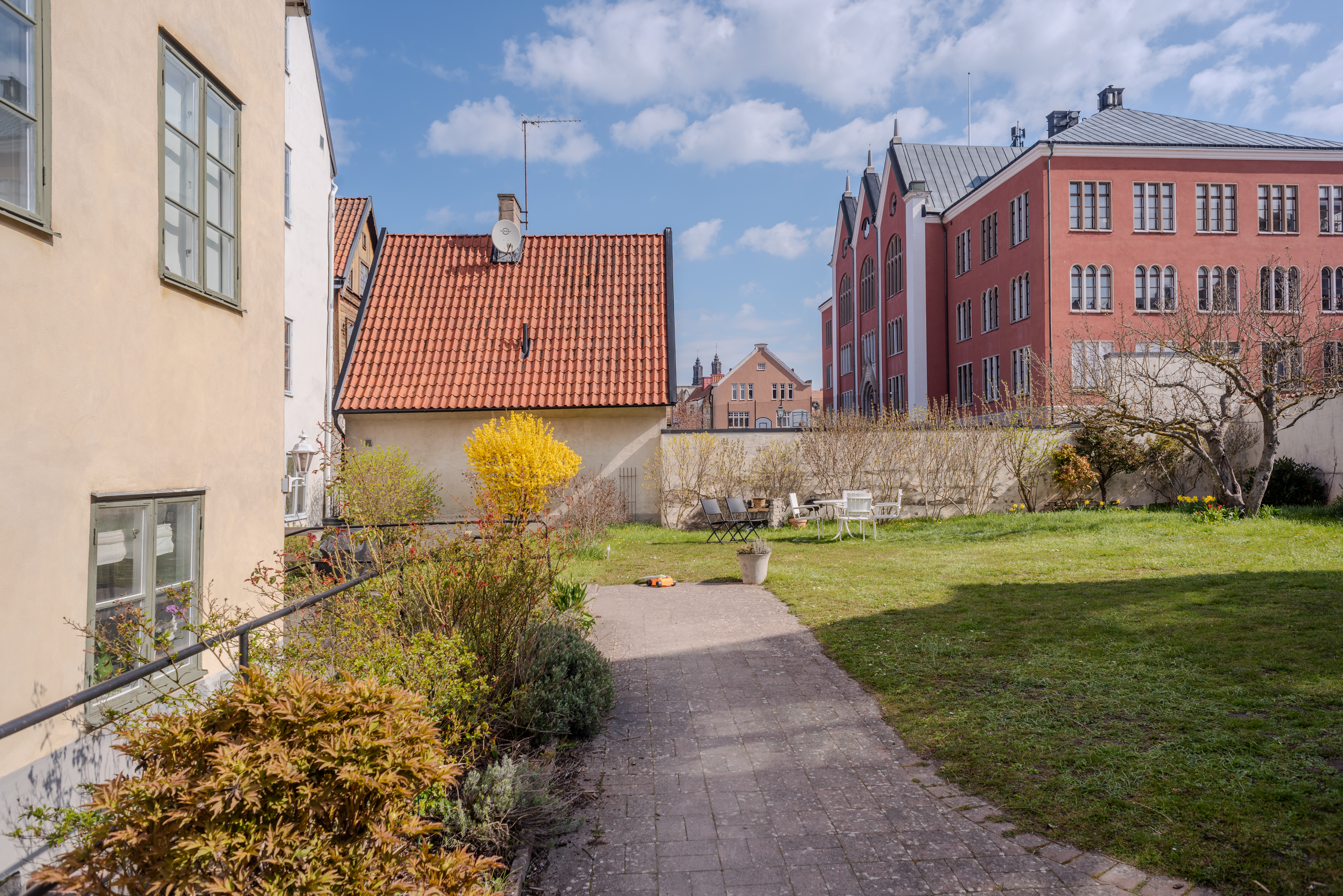
Fastighetens gård.